# Cyborg (film)
Cyborg è un film di fantascienza del 1989 diretto da Albert Pyun.
Il film ha avuto due seguiti, Cyborg 2 del 1993 e Cyborg 3: The Recycler del 1995, entrambi diretti da Michael Schroeder.

## Trama
America, XXI secolo. Il mondo civile è caduto in rovina, e in mezzo all'anarchia, il genocidio, la fame e la peste, bande di predatori scorrazzano per i villaggi saccheggiando e uccidendo. I pochi scienziati ancora vivi cercano una cura per la peste, mentre l'unica speranza contro i predatori sono gli slinger, ovvero dei combattenti di strada.
Pearl, un cyborg con le sembianze di una donna porta con sé la cura. Ma è inseguita da Fender, sadico capo di una ciurma di pirati che vuole che il mondo rimanga tale. Così quando la raggiunge a New York, lei tenta di fuggire. Casualmente incontra Gibson, uno slinger che la salva dall'aggressione di due predatori, e gli dice la verità su chi è, e che deve raggiungere Atlanta per contattare gli scienziati che stanno lavorando a una cura per la peste. Ma al momento vengono sorpresi da Fender e dai suoi uomini, che credono di avere ucciso Gibson. Fender è intenzionato a portarla ad Atlanta, ma per potersi impossessare della cura.
Alla sera Gibson si riprende, e vedendo muoversi una figura nel buio, le lancia contro un oggetto facendo perdere i sensi a Nady, una ragazza che lo aveva scambiato per un pirata. Gibson passa così la notte a sorvegliarla mentre costei dorme. Il giorno dopo, Nady gli rivela che la sua famiglia è morta per la peste e che vorrebbe aiutarlo a ritrovare quel cyborg per poter salvare il mondo dalla terribile malattia. Gibson tuttavia non mostra interesse per sconfiggere la malattia, quanto piuttosto Fender.
Essendo Fender in possesso di una barca per raggiungere Atlanta, a Gibson e Nady non resta che proseguire a piedi; nel cammino sono costretti a combattere contro dei predatori. Gibson decide di attendere su una spiaggia dove sicuramente Fender sbarcherà. Così, all'arrivo della barca di Fender, i due si recano allo stabilimento dove si è fermato il pirata. Nady viene catturata e Gibson affronta alcuni pirati finché non viene ferito da un colpo di fucile da parte di Fender. Riesce comunque a ideare uno stratagemma per liberare Nady e incita Pearl a seguirlo, ma quest'ultima rifiuta, convinta che l'unico modo per annientare Fender sia condurlo fino ad Atlanta. Gibson trascina con sé Nady nelle fogne inseguito dai pirati. Sbucano in una campagna e separati affrontano ciascuno un pirata. Nady nel mozzare un braccio a un pirata donna viene colpita da quest'ultima prima di morire e perde i sensi. Gibson è costretto ad un duro sforzo per riuscire a sconfiggere il pirata e quando anche gli altri predatori lo raggiungono è ormai allo stremo. Privo di forze, viene picchiato da Fender e crocifisso sull'albero maestro di un relitto distrutto. Ma prima di essere abbandonato, uno dei pirati donne si avvicina a lui e Gibson la riconosce. È Haley, la sorella della ragazza di Gibson. In quel momento Gibson ricorda di quando era andato a vivere in campagna con la sua ragazza e i fratelli di costei; e che un giorno Fender lo assalì nella sua casa. Fu messo in un pozzo con la sua donna e lasciò a Haley tenere la corda per impedire che cadessero in fondo al pozzo. Haley non era abbastanza forte da reggerli, così precipitarono in fondo al pozzo, morendo tutti a eccezione di Gibson. In stato di collera, Gibson scalcia contro l'albero dove è crocifisso spezzandolo e Nady ritorna aiutandolo a liberarsi.
Ripresosi, Gibson anticipa i predatori sulla strada che conduce ad Atlanta, dove li annienta anche grazie all'aiuto di Nady, la quale però perde la vita nel corso del combattimento contro Fender. Haley, che durante la lotta tra Gibson e Fender aveva mostrato tenerezza per il suo vecchio amico, torna a stare con lui e lo aiuta a riportare Pearl ad Atlanta, dove fornirà le informazioni per aiutare gli scienziati nella lotta contro la peste. A Gibson e Haley viene chiesto di restare con gli scienziati, ma essi rifiutano dicendo che è necessario il loro intervento contro i predatori che distruggono i villaggi.

## Produzione
Questo film fu girato usando in parte i set e i costumi preparati per il sequel cancellato de I dominatori dell'universo (1987).

## Sequel
- Cyborg 2 (1993) di Michael Schroeder
- Cyborg 3: The Recycler (1995) di Michael Schroeder